# Tortula cucullifolia
Tortula cucullifolia är en bladmossart som beskrevs av J. Fröhlich 1955. Tortula cucullifolia ingår i släktet tussmossor, och familjen Pottiaceae. Inga underarter finns listade i Catalogue of Life.